# 水曜社
株式会社水曜社（すいようしゃ）は、東京都新宿区に所在する日本の図書出版社。1973年創業。
文化・芸術、地域活性化などの領域を中心に、人文・社会系の専門研究書を多く発行・発売している。

## 沿革
1973年の創業期より社会科学系の書籍を多く発行していたが、2000年代以降現在の文化・芸術関連および、地域活性化をテーマとした書籍の出版となった。2023年に創業50年を迎えた。

## 主な出版内容
主力の「文化とまちづくり叢書」の多くは、文化経済学、文化政策学、アーツマネージメントなどの学協会の研究者が著者で、2023年時点で約100点のラインナップになっている。
その他のジャンルは、文芸、歴史、ノンフィクションなど。
連続テレビ小説「ひよっこ」のオープニングタイトルバックを担当した田中達也の『MINIATURE LIFE』シリーズや、医学博士辻川覚志の『老後はひとり暮らしが幸せ』シリーズなどが版を重ねている。『老後はひとり暮らしが幸せ』は上野千鶴子により高く評価された。